# The Big Six (ガーナ)
The Big Six（ザ・ビッグ・シックス、偉大な6人）は、英領黄金海岸の統一黄金海岸会議(UGCC)の6人の指導者である。彼らは1948年アクラ暴動の結果逮捕された。ガーナのセディ紙幣に描かれている。

## 構成
- エベネザー・アコ・アジェイ（英語版）(Ebenezer Ako-Adjei)：1916年6月17日 - 2002年1月14日。統一黄金海岸会議創設者。初代内務大臣(1957年)。第3代・第5代外務大臣(1961年 - 1962年)。
- エドワード・アクフォ・アッド（英語版）(Edward Akufo-Addo)：1906年6月26日 - 1979年7月17日。統一黄金海岸会議創設者。第3代法務大臣(1966年 - 1970年)。第2代大統領(1970年 - 1972年)。
- ジョセフ・ボアキエ・ダンクア（英語版）(Joseph Boakye Danquah)：1895年 - 1965年。統一黄金海岸会議創設者。

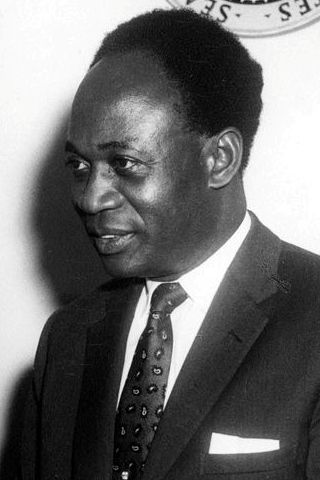
クワメ・エンクルマ

- クワメ・エンクルマ(Francis Nwia Kofia Nkrumah)：1909年 - 1972年。英領黄金海岸初代首相(1952年 - 1957年)。ガーナ共和国初代首相(1957年 - 1960年)。初代大統領(1960年 - 1966年)。アフリカ統一機構第3代議長(1965年 - 1966年)。
- エマニュエル・オベツェビ・ランプテイ（英語版）(Emmanuel Obetsebi-Lamptey)：1902年4月26日 - 1963年1月29日)。統一黄金海岸会議創設者。
- ウィリアム・オフォリ・アッタ（英語版）(William Ofori Atta)1910年10月10日 - 1988年7月14日。統一黄金海岸会議創設者。第15代外務大臣(1971年 - 1972年)。

## 経緯

### AWAM不買運動
1948年1月、ヨーロッパからの輸入品に対する組織的不買運動が発生した。この運動の目的は、国際貿易を行う西アフリカ商人協会(AWAM)に商品の値下げを要求する事だった。 
2月、これに複数の暴動が連なった。この運動は2月28日に終了する予定だった。

### クリスチャンボルグ十字路銃撃戦
2月20日、エンクルマとダンクアは、黄金海岸連隊や王立西アフリカ辺境軍として第二次世界大戦で戦った帰還兵と会い、不遇の立場に置かれた彼らを抗議運動に駆り立てた。
2月28日、クリスチャンボルグ十字路銃撃戦が発生した。植民地政府の所在するクリスチャンボルグ城に向かって、帰還兵達が嘆願書を提出するために行進していた。Colin Imray警視が帰還兵に解散を命じたが、彼らは拒否した。警視は部下に丸腰の帰還兵を撃つよう命じ、部下が拒否すると、自ら部下3名を射殺した。その結果アクラ暴動が新段階に進み、外国人の店が襲撃された。これは5日間続いた。

### The Big Sixの逮捕
同日、これらの暴動を受けて、統一黄金海岸会議はロンドンの国務長官に「暫定政府に直ちに権限を委譲するよう」電信を送った。また、会議はGerald Creasyを暴動への対処を誤ったとして非難した。
3月1日、暴動法が施行され、統一黄金海岸会議の6人の指導者は逮捕された。6人は北部の辺境の地に拘留された。これ以降、彼らはThe Big Sixと呼ばれるようになり、人気が増していった。
3月8日、複数の教師と学生がThe Big Sixの拘留に反対するデモを行ったが、彼らは皆行方不明になった。